# Philips Videopac G7000
Philips Videopac G7000 eller Magnavox Odyssey² var en spelkonsol av Philips som kom ut på marknaden 1978. Konsolen var en uppföljare till Magnavox Odyssey. 
Konsolens namn skiljer sig länder emellan. Företaget Magnavox hade efter försäljningsframgången med sin första spelmaskin blivit en del av Philips, vilket är orsaken till namnbytet. I Europa hette maskinen Philips Videopac G7000, i Brasilien Philips G7000 och i USA Magnavox Odyssey².

## Videopac i Sverige
Videopac lanserades i Sverige 1979 och marknadsfördes genom Svenska AB Philips TV- och video-avdelning och senare Philips Försäljning AB. Förpackningarna var flerspråkiga, däribland svenska vilket även omfattade spelens titlar som fick svenska namn, som till exempel Freedom Fighters som i Sverige fick titeln Rymdväktarna. Distributionen av Videopac till leksakshandeln hamnade hos Brios dotterbolag Playmix, samma enhet som senare lanserade Sega Mega Drive i Sverige.
Det pågick även spelutveckling till Videopac i Sverige. Christer Medin på Philips programmerade spelet Stone Sling som gavs ut 1981 och därmed blev ett av de första kommersiella svenska spelen att skapas i Sverige. Flertalet spel till Videopac utvecklades det Stockholmsbaserade företaget Intron. Bolaget hade som flest 22 anställda varav sex personer sysslade med spelutveckling och är därmed förmodligen Sveriges första professionella spelutvecklare. Intron utvecklade bland annat en Videopac-version av Frogger på uppdrag av Parker Brothers, programmerade trafikundervisningsspelen Verkehrspiele 1 och 2 tillsammans med reklambyrån CSV och tog även fram unika spelkoncept som Nightmare och Air Battle.

## Specifikationer
- CPU:
  - Intel 8048 8-bitsprocessor på 1,79 MHz.
- Minne:

| RAM:             | 64 bytes   | (1/16 KiB) |
| Audio/video-RAM: | 128 bytes  | (1/8 KiB)  |
| BIOS-ROM:        | 1024 bytes | (1 KiB)    |

- Inenheter:
  - Två åttavägs joystickar, digitala med en knapp på varje joystick (i vissa modeller var sladdarna fastsatta i spelenheten och gick inte att ta loss).
  - QWERTY-baserat tangentbord.
- Media: 2/4/8 kibibyte ROM-cartridgebaserad kassettenhet för att koppla på nya enheter som:
  - The Voice - talsyntes
  - C7010 Schack-modul - Ökade maskinens kraft så att den kunde spela schack
  - C7420 Basic-modul - En extra CPU (Z80) med kassettbands interface för BASIC programmering

### Fotnoter
1. ↑  ”Magnavox Odyssey” (på engelska). IGN. http://www.ign.com/lists/top-25-consoles/25. Läst 24 maj 2017.
2. 1 2 3  Martin Lindell (16 oktober 2021). ”Intron – Sveriges första kommersiellt framgångsrika spelutvecklare”. Martin Lindell. https://martinlindell.com/2021/10/16/intron-sveriges-forsta-kommersiellt-framgangsrika-spelutvecklare/. Läst 13 mars 2025.